# Palestyna pod panowaniem Brytyjczyków
Zasugerowano, aby zintegrować ten artykuł z artykułem Historia Mandatu Palestyny (dyskusja). Nie opisano powodu propozycji integracji.
Palestyna pod panowaniem Brytyjczyków znajdowała się w okresie od 1917 do 1948 roku.

## Historia

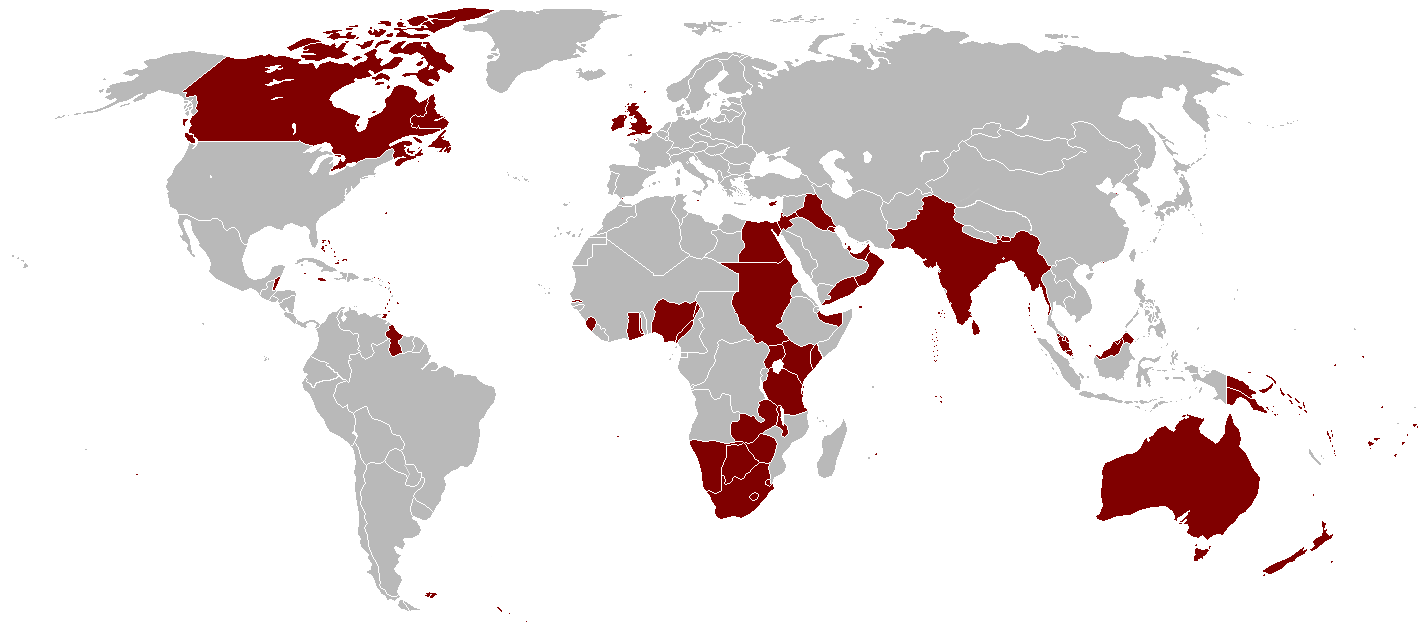
Imperium brytyjskie (1921)

W 1916 roku doszło do zawarcia tajnego układu francusko-brytyjskiego (M. Sykes-S. Picot) o podziale Bliskiego Wschodu na sfery wpływów. Porozumienie zakładało uznanie niezależnego państwa arabskiego lub konfederacji państw arabskich w Palestynie, ale z rządem międzynarodowym. Nie uwzględniono postulatów środowisk syjonistycznych, a jedynie memorandum komitetu żydowsko-angielskiego, który żądał równouprawnienia dla Żydów w Palestynie.
W październiku 1916 roku żydowscy syjoniści przedstawili rządowi brytyjskiemu oddzielne memorandum, w którym przedstawili własne stanowisko w sprawie Palestyny. Postulowali uznanie przez rząd Wielkiej Brytanii siedziby narodowego żydostwa w Palestynie. Realizacja siedziby miałaby nastąpić na drodze autonomii narodowej, poprzez wspieranie emigracji i kolonizacji w Palestynie. Szczegóły miałyby zostać sformułowane na podstawie oddzielnych porozumień między rządem brytyjskim i przedstawicielami Światowej Organizacji Syjonistycznej. W lutym 1917 roku nowy rząd brytyjski spotkał się z przedstawicielami Światowej Organizacji Syjonistycznej: Rothschildem, Weizmanem i Sokołowem. Postulowali oni, aby Wielka Brytania objęła protektorat nad Palestyną oraz udzieliła państwowego czarteru dla żydowskiej imigracji i kolonizacji. Chaim Weizman, przewodniczący Światowej Organizacji Syjonistycznej, uzyskał poparcie brytyjskie dla projektów żydowskich w postaci słynnej deklaracji Balfoura (2 listopada 1917 roku).

### I wojna światowa

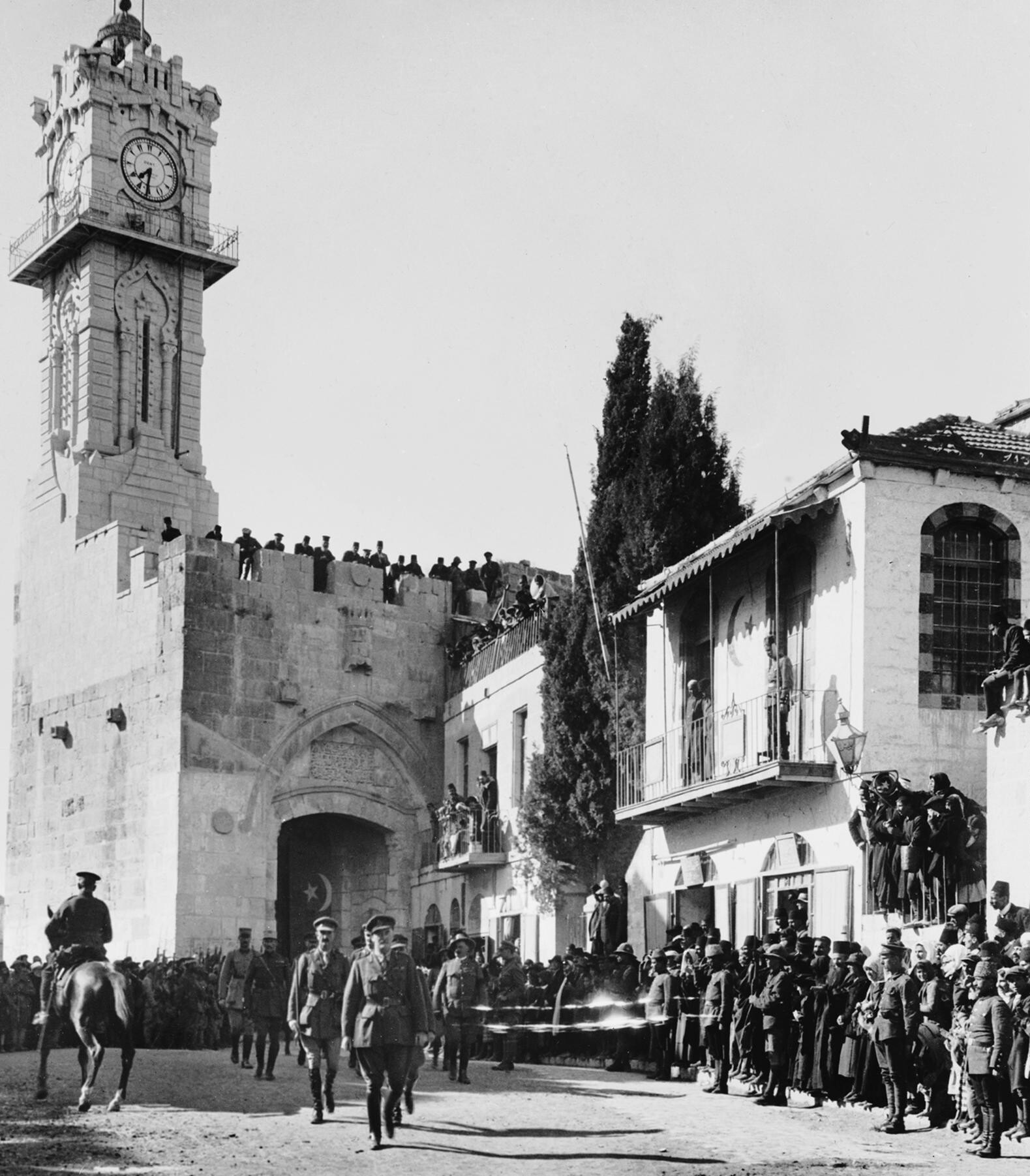
Generał Edmund Henry Hynman Allenby wkracza do Jerozolimy

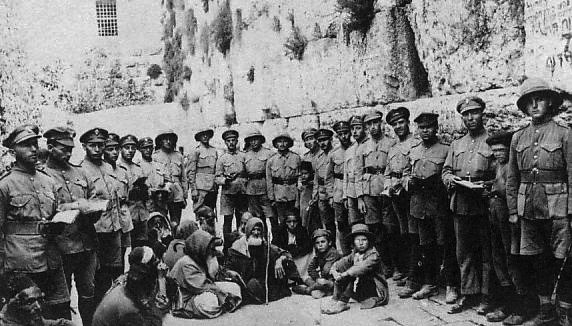
Żołnierze Legionu Żydowskiego przy Ścianie Płaczu w Jerozolimie (1917)

Podczas kampanii synajsko-palestyńskiej w trakcie I wojny światowej, pod koniec 1917 roku na teren Palestyny wkroczyły wojska brytyjskie. Brytyjczycy zdobyli 7 listopada 1917 roku port i twierdzę Gazę. 17 listopada 1917 roku zajęli Jafę, a 9 grudnia 1917 roku marszałek Edmund Allenby zajął Jerozolimę. W 1918 roku upadły pozostałe tureckie punkty oporu w Palestynie. Tym samym Wielka Brytania przejęła nad nią pełną kontrolę wojskową.
W walkach po stronie brytyjskiej wziął udział Legion Żydowski, składający się z trzech żydowskich batalionów, liczących w sumie przeszło 5 tys. żołnierzy. I Batalionem Żydowskim dowodził inż. John Henry Petterson (irlandzki protestant przejęty duchem Biblii). II Batalion Żydowski liczył 1800 ludzi, rekrutujących się z amerykańskich żydowskich ochotników, dowodzonych przez Eleazara Margolina. III Batalion Żydowski został sformowany z Żydów palestyńskich. Jego dowódcą został pułkownik Scott (chrześcijanin o głębokich sentymentach biblijnych). I Batalion uczestniczył w bitwie z Turkami pod Nablusem, później razem z II Batalionem bronił strategicznych pozycji w dolinie Jordanu.

### Brytyjskie panowanie nad Palestyną
Po zakończeniu wojny w 1918 roku pojawiły się spory w kwestii przyszłości Palestyny. Francja opierała się na realizacji postanowień tajnej umowy Sykes-Picot (z 1916 r.), na mocy której miało powstać wielkie państwo arabsko-muzułmańskie pod nazwą Zjednoczona Syria. Szejk Mekki Hussein również opowiadał się za utworzeniem jednego państwa arabskiego. Natomiast stosunek brytyjski do Palestyny i syjonizmu był co najmniej dwuznaczny. Wobec braku zdecydowania zachodnich mocarstw, na Bliskim Wschodzie powstały dwa protektoraty:
- Protektorat Francuski – obejmujący obszar dzisiejszej Syrii i Libanu oraz
- Protektorat Brytyjski – obejmujący obszar Palestyny, Transjordanii i Iraku.

#### Trzecia alija (1919–1923)

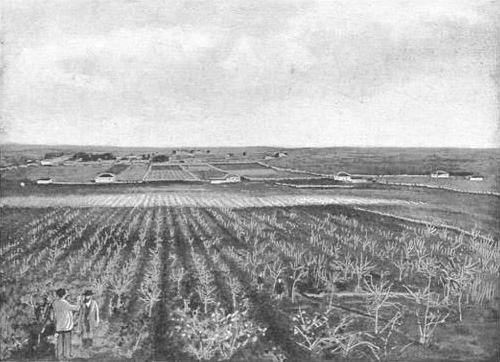
Uprawy rolnicze przy żydowskiej osadzie rolniczej Rechowot

W latach 1919–1923 do Palestyny przybyła kolejna fala żydowskich imigrantów. Szacuje się, że w tym okresie w Palestynie osiedliło się około 35 tys. Żydów, głównie z Europy Wschodniej.

#### Syria
Z układów i walk politycznych na Bliskim Wschodzie tryumfalnie wyszedł tylko jeden arabski klan – Saudyjczycy. Emir Faisal (głowa Haszymidów), cieszący się poparciem brytyjskim musiał zadowolić się terenami obecnej Jordanii. Francuzi, którzy od samego początku byli przeciwni mandatowi brytyjskiemu w Palestynie i w trakcie negocjacji wersalskich prowadzili zaciekłe zakulisowe walki przeciw niemu, zezwolili na powstanie w Damaszku niepodległego państwa arabskiego.
27 lutego 1920 roku emir Faisal z Damaszku w porozumieniu z emirem Abdulą z Ammanu (władca Mekki), zwołali w Damaszku Generalny Kongres Syryjski, który 8 marca 1920 roku proklamował emira Faisala królem Wielkiej Syrii. Syria znajdowała się pod francuską kontrolą i w ten sposób Paryż mógł realizować swoje polityczne rozgrywki i próbować realizować swoje plany względem Palestyny. 28 lipca 1920 oddziały francuskie wkroczyły do Damaszku, obalając rządy Faisala.
W sierpniu 1920 Francuzi dokonali podziału Wielkiej Syrii. Wydzielono Wielki Liban, większy trzykrotnie od dawnego sandżaku Libanu. Utworzono sandżak Aleksandretty. Pozostałą część Syrii podzielono wedle kryteriów religijnych na 4 państewka: Damaszek, Aleppo, Latakię i Dżabal ad-Duruz. W 1925 Damaszek i Aleppo połączono w jedno państwo nazwane Republiką Syryjską.

#### Wystąpienia arabskie w 1920

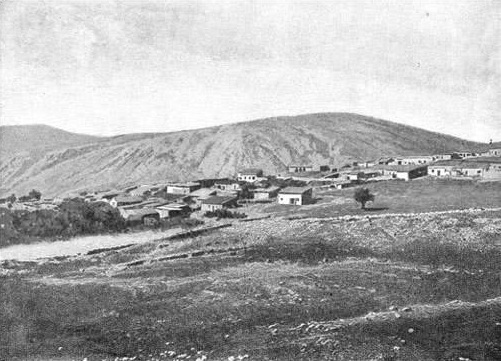
Żydowska osada rolnicza Metulla – północna Galilea

Pod koniec lutego 1920 roku uzbrojone grupy Arabów zaatakowały żydowskie wioski Metulla, Kfar Gilda i Tel Chaj, położone na północy Palestyny na granicy z Libanem i Syrią. Żydowska odsiecz z Jafy przybyła za późno. Podczas obrony wioski Tel Chaj zginął Joseph Trumpeldor i 5 innych Żydów.
3–6 kwietnia 1920 roku Arabowie urządzili w Jerozolimie pogrom ludności żydowskiej (podczas święta Paschy). Rozbijano żydowskie sklepy, grabiono domy, bito ludzi. Arabowie występowali pod hasłem: „rząd jest z nami!”. Zginęło 5 Żydów, a 211 zostało rannych. Brytyjczycy nie reagowali, a później zamiast ukarać napastników, skazano na 3 lata więzienia 19 członków żydowskiej organizacji samoobrony. Na arabskiego przywódcę Haj Muhammeda Amina al-Husseina, wydano in absentia wyrok 9 lat.
W kwietniu 1920 roku powstało żydowskie Zgromadzenie Narodowe (Asefath HaNiwcharim) w Palestynie. Był to żydowski samorząd zajmujący się sprawami religijnymi, kulturalnymi i opieką społeczną Żydów żyjących w Palestynie.

#### San Remo
19 kwietnia 1920 roku zebrała się w San Remo Naczelna Rada Koalicji. Wielką Brytanię reprezentował George Curzon. Francję reprezentował Milleard. Obydwa państwa zgodziły się na realizację deklaracji Balfoura z 1917 roku. Celem wspólnego działania miało być stworzenie dla żydostwa siedziby narodowej w Palestynie. Przy czym miały być zagwarantowane wszystkie prawa religijne i obywatelskie Arabów. Umowa ta została włączona do traktatu pokojowego z Turcją.
Tymczasem Żydzi żyjący w Palestynie rozpoczęli w czerwcu 1920 roku tworzenie pierwszych zrębów konspiracyjnej żydowskiej organizacji Hagana (hebr. Obrona).

### Brytyjski Mandat Palestyny
1 lipca 1920 roku oficjalnie Palestyna przypadła Wielkiej Brytanii, na mocy traktatu pokojowego z Turcją.
Zaczął się okres brytyjskiej administracji cywilnej w Brytyjskim Mandacie Palestyny.
W maju 1921 roku Arabowie dokonali krwawych pogromów Żydów w Jafie, jak również w Judei i Samarii. Przez 3 dni grabiono i mordowano Żydów. Rozruchy zostały powstrzymane przez brytyjskie wojsko. W starciach zginęło 79 Żydów i 48 Arabów. Arabowie po raz kolejny zażądali od Brytyjczyków cofnięcia prawa swobodnej emigracji żydowskiej do Palestyny. Groźbą były kolejne rozruchy i pogromy ludności żydowskiej.
Aby uspokoić Arabów, Wielka Brytania zdecydowała się w 1921 roku podzielić terytorium mandatowe Palestyny. Odcięto wówczas całe terytorium położone na wschód od rzeki Jordan z obszaru, do którego odnosiła się deklaracja Balfoura. Ustanowiono tam arabskie państwo – Emirat Transjordanii.
23 września 1923 roku Rada Ligi Narodów oficjalnie przyznała Wielkiej Brytanii mandat Palestyny.
W latach 1924–1931 do Palestyny przybyła czwarta fala żydowskich imigrantów (Czwarta Alija). Szacuje się, że w tym okresie w Palestynie osiedliło się około 80 tys. Żydów, głównie z Polski.
W 1925 i 1929 roku doszło do arabskich rozruchów w Palestynie. W Hebronie doszło do pogromu 150 żydowskich uczniów szkoły rabinackiej.
W latach 1931–1940 piąta fala żydowskich imigrantów przybyła do Palestyny (Piąta Alija). Szacuje się, że w tym okresie około 250 tys. Żydów osiedliło się w Palestynie. W tej liczbie znajdowało się około 100 tys. Żydów niemieckich, którzy uciekali przed nazizmem z Europy.
W latach 1934–1948 nasiliła się nielegalna żydowska imigracja do Palestyny – ha’apalah (alija bet).
21 kwietnia 1936 w Palestynie wybuchły z wielką siłą rozruchy antyżydowskie. Na czele arabskiej rewolty stanął wielki mufti Jerozolimy Haj Muhammed Amin al-Husseini. W starciach zginęło ogółem 300 Żydów, 200 żołnierzy brytyjskich i 2 tysiące Arabów.

### Sprawa Palestyny w ONZ
29 listopada 1947 roku Zgromadzenie Ogólne Organizacji Narodów Zjednoczonych przyjęło rezolucję nr 181. Była to decyzja w sprawie podziału Palestyny.
W myśl rezolucji:
- państwo żydowskie miało liczyć 14 257 km² powierzchni i 935 tys. mieszkańców;
- państwo arabskie miało liczyć 11 664 km² powierzchni i 814 tys. mieszkańców.

### Wojna domowa w Palestynie
Zaraz po przyjęciu decyzji ONZ, arabskie oddziały zbrojne w Palestynie rozpoczęły kampanię ataków na żydowską komunikację pomiędzy osiedlami żydowskimi. Arabska przemoc bardzo szybko przybrała rozmiary prawdziwej wojny domowej.
Pierwszy akt wojny nastąpił 30 listopada 1947 roku, kiedy został zaatakowany żydowski autobus w pobliżu Lod.

### Państwo Izrael
14 maja 1948 roku o godzinie 16.00, Dawid Ben Gurion odczytał na posiedzeniu Rady Ludowej (Mozet HaAm) w Tel Awiwie Deklarację Niepodległości, głoszącą o ustanowieniu Państwa Izrael.